# Intercessio tribunicia
L'Intercessio tribunicia (intercessione tribunizia) era il potere di veto spettante al tribuno della plebe contro gli atti dei magistrati.
Il potere di intercessio tribunicia non era inizialmente precisamente delineato. Era esercitato tutte le volte in cui ricorresse l'auxilium plebis: il tribuno della plebe aveva, cioè, la possibilità di intervenire ogni qualvolta riteneva che gli atti magistratuali fossero pregiudizievoli per gli interessi della plebe.
Intervento tipico dei tribuni fu il blocco del dilectus (la leva militare), che costituì strumento utilizzato per la lotta contro le diseguaglianze sociali e politiche.
Successivamente tale potere trovò fondamento nella sacrosanctitas riconosciuta ai tribuni della plebe dalla Lex Valeria Horatia de tribunicia potestate del 449 a.C.